# John Alcott
Pour les articles homonymes, voir Alcott.
John Alcott, né le 27 novembre 1930 à Isleworth en Londres et mort le 28 juillet 1986 à Cannes, est un directeur de la photographie anglais. Il est particulièrement connu pour sa collaboration avec Stanley Kubrick, pour qui il a tourné Barry Lyndon (notamment à la bougie pour les intérieurs) et pour lequel il obtiendra un Oscar.

## Biographie
Originaire de Londres, Alcott commence sa carrière cinématographique dans les années 1960 en tant qu'assistant opérateur (« mise au point »). En 1968, il a la chance de pouvoir remplacer Geoffrey Unsworth (qui a d'autres engagements professionnels) car 2001, l'Odyssée de l'espace a pris du retard. Il retravaille avec Kubrick sur Orange mécanique. En 1975, il tourne encore avec le réalisateur américain, son chef-d'œuvre oscarisé Barry Lyndon.
John Alcott est mort d'une crise cardiaque en juillet 1986 pendant ses vacances, à Cannes à l'âge de 55 ans.

## Filmographie
- 1968: 2001, l'Odyssée de l'espace (2001: A Space Odyssey) de Stanley Kubrick (2e équipe)
- 1971: Orange mécanique (A Clockwork Orange) de Stanley Kubrick
- 1974: Little Malcolm de Stuart Cooper
- 1975: Overlord de Stuart Cooper
- 1975: Barry Lyndon de Stanley Kubrick
- 1977: Il était une fois la Légion (March or Die) de Dick Richards
- 1977: The Disappearance de Stuart Cooper
- 1978: La Grande Cuisine (Who Is Killing the Great Chefs of Europe?) de Ted Kotcheff
- 1980: Shining de Stanley Kubrick
- 1980: Le Monstre du train (Terror Train) de Roger Spottiswoode
- 1981: Fangio - Una vita a 300 all'ora de Hugh Hudson
- 1981: Le Policeman (Fort Apache the Bronx) de Daniel Petrie
- 1982: Le Triomphe d'un homme nommé cheval (Triumphs of a Man Called Horse) de John Hough
- 1982: Vice Squad de Gary Sherman
- 1982: Dar l'Invincible (The Beastmaster) de Don Coscarelli
- 1983: Under Fire de Roger Spottiswoode
- 1984: Greystoke, la légende de Tarzan (Greystoke: The Legend of Tarzan, Lord of the Apes) de Hugh Hudson
- 1985: Baby : Le Secret de la légende oubliée (Baby: Secret of the Lost Legend) de Bill L. Norton
- 1986: Tout va trop bien (Miracles) de Jim Kouf
- 1987: White Water Summer de Jeff Bleckner
- 1987: Sens unique (No Way Out) de Roger Donaldson